# أحداث شغب شرق باكستان عام 1964
تشير أحداث الشغب التي اندلعت شرق باكستان في عام 1964 إلى مذبحة الهندوس البنغاليين وتطهيرهم العرقي من شرق باكستان في أعقاب سرقة مزعومة لما كان يُعتقد أنه شعر النبي من ضريح حضرت بال في جامو وكشمير بالهند. اتسمت هذه المذابح بطبيعتها الحضرية واستهدافها الانتقائي للقطاعات والمنشآت التجارية الهندوسية التي يملكها البنغاليون في العاصمة دكا. أسفر ذلك عن تدفقات لا نهاية لها من اللاجئين الهندوس البنغاليين في غرب البنغال المجاورة. أصبحت إعادة تأهيل اللاجئين مشكلة وطنية في الهند، وأُعيد توطين مئات اللاجئين في منطقة دانداكارانيا في أوديشا وماديا براديش (التي تقع في تشاتيسغار حاليًا).

## معلومات أساسية
في 27 ديسمبر 1963، فُقد شعر محمد من ضريح حضرت بال في سريناغار بالهند. قامت احتجاجات حاشدة في جامو وكشمير بشأن اختفاء هذه البقايا. في شرق باكستان، أعلن عبد الحي، عضو اللجنة الاستشارية للمجلس الإسلامي، الجهاد ضد الهندوس وغير المسلمين في شرق باكستان. أثناء عودته إلى إسلام آباد، أدلى رئيس باكستان أيوب خان ببيان في مطار دكا بأنه لن يكون مسؤولًا عن أي رد فعل في باكستان ردًا على حادثة حضرت بال. أعلنت الرابطة الإسلامية لاتفاقية باكستان «يوم كشمير» في 3 يناير 1964. في 4 يناير 1964، عُثر على البقايا وأُلقي القبض على مرتكبي السرقة. إلا أن راديو باكستان وصف البقايا التي عُثر عليها بالمزيفة.

## المذابح

### خولنا
استولى عبد الصبور خان، وزير الاتصالات في باكستان، على 30 بيغًا من أراضي روبتشاند بيسواس بالقوة، وهو مالك أراضي هندوسي من ماتيخالي في عام 1960، وأقام فيها مبنى مكون من ثلاثة طوابق. رفع روبتشاند بيسواس دعوى ضد خان خسر فيها الأخير. قضت المحكمة بأن يدفع عبد الصبور خان مبلغ 135 ألف روبية. تواصل خان مع بيسواس من أجل تسوية خارج المحكمة إلا أن بيسواس رفض ذلك. في تلك الأثناء، خسر ماجد ميان مرشح عبد الصبور خان في انتخابات مجلس المقاطعة. بعد الخسارة، حمّل خان وأعضاء حزبه بمن فيهم رئيس مجلس اتحاد تشامكوري الهندوس مسؤولية الهزيمة وشرعوا بتهديدهم بعواقب وخيمة. وقعت حادثة حضرت بال خلال هذا الوقت. انتهز خان هذه الفرصة لتلقين الهندوس درسًا.
في 2 يناير 1964، لم يُسمح للهندوس بارتداء الأحذية أو استخدام المظلات أو ركوب عربة الريكشا كعلامة حداد على فقدان البقايا. عقب فترة الظهيرة، كانت المواكب في خولنا تبكي فقدان البقايا، وتجوب المدينة هاتفة «اقتلوا الهندوس». بعد 4 ساعات من أعمال التخريب، فُرض حظر التجول في خولنا في الساعة 8 مساءًا. بدأت الهجمات على الهندوس نحو الساعة الربعة مساءًا. أعلنت الرابطة الإسلامية الباكستانية  الثالث من يناير يوم كشمير. وأُعلن إضراب عام في خولنا. خاطب عبد الصبور خان حشدًا كبيرًا في منطقة دولتبور الصناعية في ضواحي خولنا. احتشد آلاف المسلمين، ومعظمهم من البيهاريين، المسلحون بأسلحة فتاكة في دولتبور للاستماع إلى خان. ألقى خان خطابًا مناهضًا للهندوس والهند، إذ وصف واقعة حضرت بال بالمؤامرة الهندوسية. بعد الاجتماع مباشرة، انتشر حشد قوي من 20 ألف مسلم في المناطق المجاورة من سنهاتي، وماهشوارباشا، وبالا، وشانداني مال، ودولتبور، وشرعوا في نهب الممتلكات الهندوسية وإشعال النار بها. قُتل العديد من الهندوس أو تعرضوا لاعتداءات وحشية. توجه قسم من الحشد نحو خولنا، متسببًا بتعطيل حركة مرور القطارات والطرق للوصول إلى المدينة عند الغروب. خلال الأيام الأربعة القادمة، استمرت موجة من أعمال النهب والحرق العمد والقتل والاغتصاب والاختطاف في خولنا. كانت أعمال العنف ضد الهندوس بقيادة العمال المسلمين العاملين في خولنا شيبيارد وشركات دادا وإيسباني وكاتا. زوّد سليمان، رئيس اتحاد لوبور، المهاجمين بأسلحة نارية. قُتل ما بين 200 و300 هندوسي بنغالي في عمليات إطلاق النيران في خولنا على أيدي الناهبين المسلمين. دُمِّرت جميع القرى الواقعة بمحاذاة الطريق الممتد من خولنا إلى شالنا. في 4 يناير، تفشى العنف إلى مونغلا. يُقدر عدد القتلى والمُصابين بميناء مونغلا بنحو 300 هندوسي.